# Форт-Мадисон (Айова)
Форт-Мадисон (англ. Fort Madison) — город и, наряду с Киокаком, административный центр округа Ли в Айове в Соединённых Штатах Америки.  Из 99 округов Айовы округ Ли — единственный с двумя административными центрами. 
Население города составляло 10 270 человек на момент переписи 2020 года, что заметно меньше, чем во время предыдущей переписи 2010 года (11 051).

## История
Форт-Мадисон был основан как место расположения первого военного форта США в регионе верхнего Миссисипи. Воссозданная историческая опия старого форта стоит сейчас вдоль реки.
Город является местом расположения тюрьмы штата Айова — тюрьмы строгого режима для мужчин. Форт-Мадисон — это переправа через реку Миссисипи и остановка для поезда ''Amtrak Southwest Chief''. В Форт-Мадисоне находится один из двух оставшихся мостов с двойными разводными пролетами на реке Миссисипи, платный мост Форт-Мадисон, другой — правительственный мост в Рок-Айленде, штат Иллинойс. Он имеет верхний уровень для автомобилей и аналогичный уровень для поездов; он также является крупнейшим из подобных в мире.
Форт-Мадисон славится родео Tri-State, RiverFest, мексиканской фиестой, воздушными шарами над Миссисипи, арт-объектами в Центральном парке и ежегодным световым парадом.

## География
По данным Бюро переписи населения США, общая площадь города Форт-Мадисон составляет 13,23 квадратных миль (34,27 км2), из которых 9,49 квадратных миль (24,58 км2) приходится на сушу, а 3,74 квадратных мили (9,69 км2) — на водную поверхность.
Расположенный вдоль реки Миссисипи в юго-восточном углу штата, Форт-Мадисон лежит между небольшими обрывами вдоль одной из самых широких частей реки.